# Натрийорганические соединения
Натрийорганические соединения — соединения, в которых атом натрия соединён непосредственно с атомом углерода органических функциональных групп.

## Строение
Строение натрийорганических соединений сложное. В частности, диметилнатрий представляет собой тетрамер. Связь C-Na имеет ионный характер, и в растворах NaR может диссоциировать на Na+ и R- - как отдельные ионы, так и сольватно-разделённые и контактные ионные пары.

## Физические и химические свойства
Натрийорганические соединения с алкильными радикалами NaAlk представляют собой бесцветные вещества, нерастворимые в углеводородах, но растворяющиеся в простых эфирах, частично реагируя с ними с расщеплением связи C-O:
{\displaystyle {\mathsf {C_{2}H_{5}OC_{2}H_{5}+C_{2}H_{5}Na\rightarrow C_{2}H_{5}ONa+C_{2}H_{4}+C_{2}H_{6}}}}
Анион-радикальные натрийорганические соединения с общей формулой Na+[ArH•-] плохо растворяются в диэтиловом эфире. Циклопентадиенильный комплекс C5H5Na растворяется лишь в тетрагидрофуране и жидком аммиаке
Нагревание AlkNa приводит к разложению с образованием гидрида натрия и алкенов; арильные производные, ацетиленид натрия и C5H5Na сравнительно устойчивы к нагреванию. 
Натрийорганические соединения являются реакционноспособными соединениями. Они очень легко реагируют с кислородом воздуха и даже со следами влаги: алкильные производные воспламеняются на воздухе, осторожное окисление арильных производных сопровождается флуоресценцией, C5H5Na окисляется с образованием углерода. Взаимодействие натрийорганических соединений с водой, спиртами и кислотами протекает бурно, иногда с воспламенением и взрывом. С диоксидом углерода образуют карбонат натрия, реагируют с карбонильными соединениями, вступают в реакции присоединения по кратным связям, вытесняют атомы других металлов из металлоорганических соединений, реагируют с галогенидами металлов с образованием металлоорганических соединений и др.

## Получение и применение
Синтез натрийорганических соединений включает в себя несколько способов:
- Реакция хлорпроизводных углеводородов с мелкодисперсным натрием или амальгамой натрия в органической фазе:

{\displaystyle {\mathsf {2Na+RCl\rightarrow NaCl+NaR}}}
Данный способ имеет ограниченное применение вследствие побочных реакций с образованием NaCl и R-R (реакция Вюрца).
- Металлирование соединений с подвижным атомом водорода при действии металлического натрия, амида натрия или другого натрийорганического соединения (реакция Шорыгина):

{\displaystyle {\mathsf {RH+R'Na\rightarrow R'H+RNa}}}
- Реакция переметаллирования:

{\displaystyle {\mathsf {RMe+Na\rightarrow RNa+Me}}}
- Взаимодействие натрия с простыми эфирами и органическими сульфидами:

{\displaystyle {\mathsf {C_{6}H_{5}CH_{2}SC_{6}H_{5}+2Na\rightarrow C_{6}H_{5}CH_{2}Na+C_{6}H_{5}SNa}}}
- Присоединение натрийорганических соединений к кратным связям:

{\displaystyle {\mathsf {(C_{6}H_{5})_{2}C{\text{=}}CH_{2}+CH_{3}CH_{2}Na\rightarrow (C_{6}H_{5})_{2}CNaCH_{2}CH_{2}CH_{3}}}}
- Получение анион-радикальных соединений натрия реакцией натрия с полиядерными ароматическими соединениями. При этом образуются парамагнитные соединения Na[ArH] и диамагнитные Na2[ArH].

Применение натрийорганических соединений заключается в процессах органического синтеза; как катализаторов анионной полимеризации.

## Исследователи
- Шорыгин, Павел Полиевктович. В 1911 году защитил в Московском университете магистерскую диссертацию на тему: «Исследования в области металлоорганических соединений натрия». Две открытых им реакции вошли под его именем в классическую химию.